# Legendarni władcy Polski
Legendarni władcy Polski – termin oznaczający niekoniecznie zmyślonych poprzedników pierwszego znanego z więcej niż jednego źródła władcy. Epitet legendarny bywa też odnoszony do władców czasowo umieszczonych po okresie działania „pierwszego” monarchy, szczególnie wtedy, kiedy okres ubogi w źródła trwa długo. Przeważnie są to tacy władcy, w których przypadku wiadomości są nikłe lub zachodzi ewidentne zmyślenie, lecz pomimo to przeszli oni do pamięci zbiorowej i funkcjonują w niektórych katalogach.

## Poprzednicy Mieszka I
Zebrane tu są cztery podstawowe – zawarte w najważniejszych polskich kronikach średniowiecznych – zestawy władców, które poprzedzały pierwszego historycznie potwierdzonego księcia Polski – Mieszka I. Dla porównania przytoczona została zawartość katalogu, który znajduje się w późnym dziełku XVII-wiecznym. Z przekazów niepisanych jest także Abraham Prochownik.

### W kronice Galla Anonima (XII w.)
1. Popiel (Pąpiel/Pąpyl/Pompilius)
2. Siemowit
3. Lestek (Leszek, Lestko, Leszko)
4. Siemomysł

### W kronice Wincentego Kadłubka (XIII w.)
1. Krak I (Graccus)
2. Krak II (jw.)
3. Wanda
4. Leszko I (Lestek)
5. Leszko II (jw.)
6. Leszko III (jw.)
7. Popiel I (Pompiliusz)
8. Popiel II (jw.)
9. Siemowit
10. Lestek
11. Siemomysł

### W Kronice Wielkopolskiej (XIV w.)
1. Lech
2. Krak I
3. Krak II
4. Wanda (Wąda)
5. Leszko I (Lestek)
6. Leszko II (jw.)
7. Leszko III (jw.)
8. Popiel I (Pompiliusz)
9. Popiel II (jw.)
10. Piast
11. Siemowit
12. Lestek
13. Siemomysł

Inni, poboczni książęta; zob. Legendę o Walgierzu Wdałym:
- Wisław (z Wiślicy)
- Walter (Walcerz, Walgierz) (z Tyńca)

### W „Kronikach...” Jana Długosza (XV w.)
1. Lech I
2. NN potomkowie Lecha aż do wygaśnięcia dynastii
3. Krak
4. Lech II (młodszy syn Kraka, pomimo to nie do końca identyczny z Krakiem II)
5. Wanda (Wąda)
6. Przemyśl (po koronacji zmienia imię na Lestka/Leszka)
7. Leszko II (początkowo NN młodzieniec; po koronacji nadano mu imię jw.)
8. Leszko III (jw.)
9. Popiel I (Pompiliusz)
10. Popiel II (jw.)
11. Piast
12. Siemowit
13. Lestek
14. Siemomysł

### W „Kronice Polskiej” Marcina Bielskiego (XVI w.)
1. Lech I
2. Lech II
3. Wizymir
4. XII Wojewodów
5. Grakus (Krakus, Krak)
6. Lech III
7. Wanda
8. XII Wojewodów
9. Leszek IV
10. Leszek V
11. Leszek VI
12. Leszek VII
13. Popiel I
14. Popiel II
15. Piast
16. Semowit (Siemowit)
17. Leszek VII (Lestek)
18. Zemomysl (Siemomysł)

### W „Reges et principes Regni Poloniae” Adriana Kochana Wolskiego (XVII w.)
1. Lech I
2. Wizymir (Wissimire, Wyszomir)
3. Krak
4. Lech II (wedle badaczy odpowiednik Kraka II)
5. Wanda (Wąda)
6. Leszko I (Lestek)
7. Leszko II (jw.)
8. Leszko III (jw.)
9. Popiel I (Pompiliusz)
10. Popiel II (jw.)
11. Piast
12. Siemowit
13. Lestek
14. Siemomysł

## Następcy Mieszka I

### Piastowie
- Bolesław Zapomniany, panujący rzekomo w latach 1034–1038

## Galeria

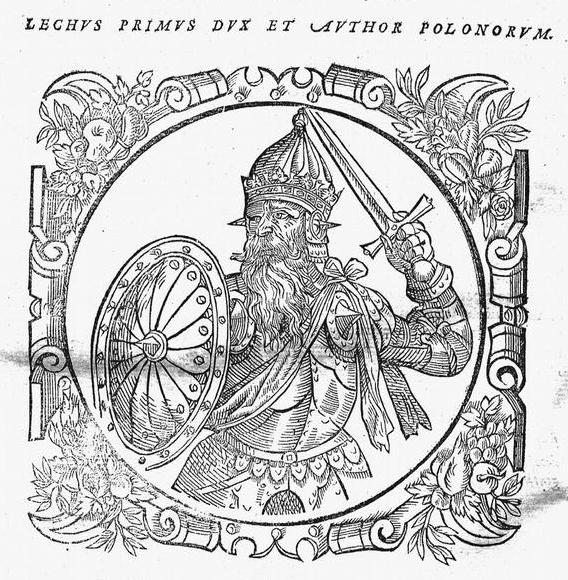
Lech
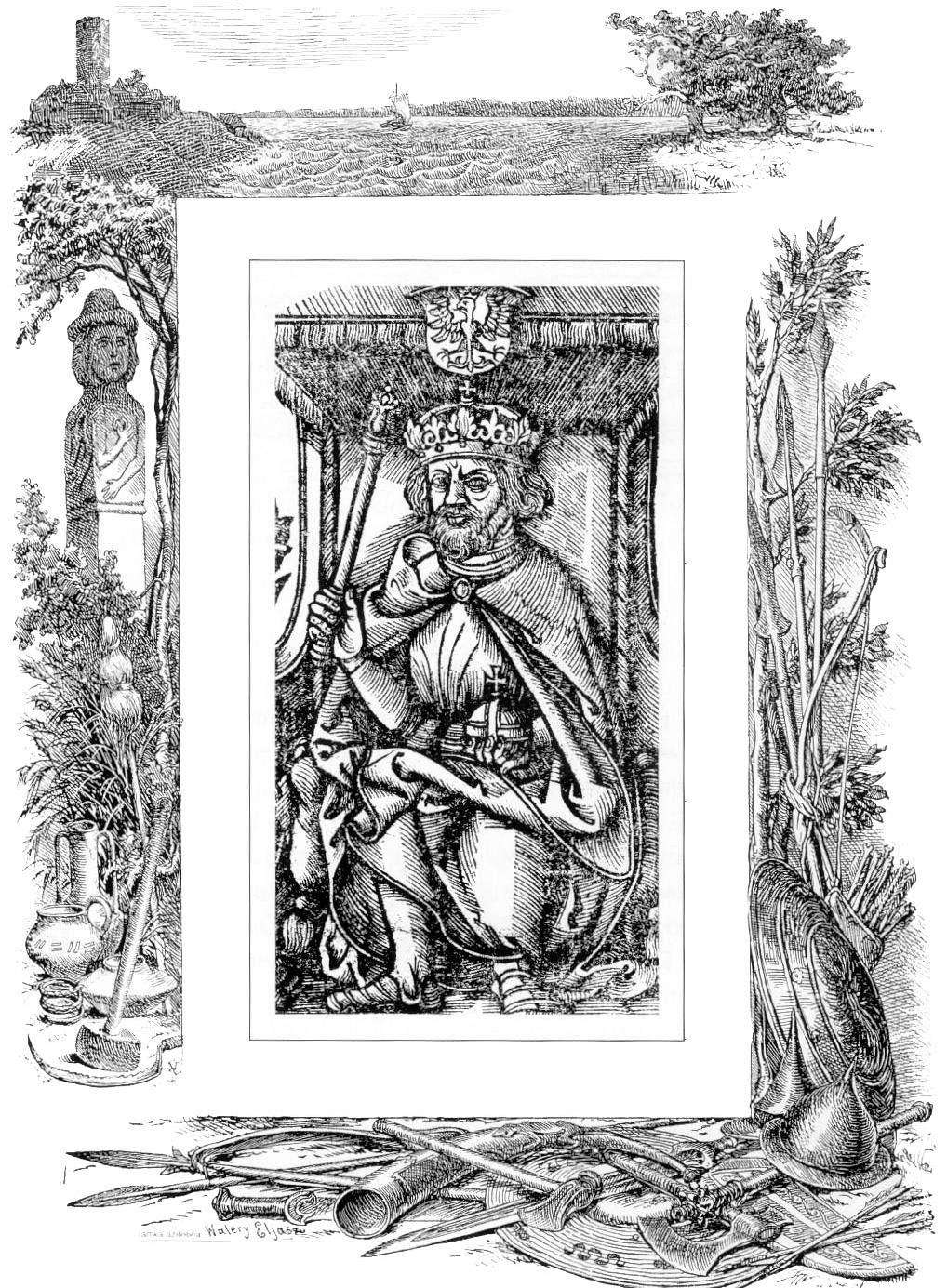
Wizymir
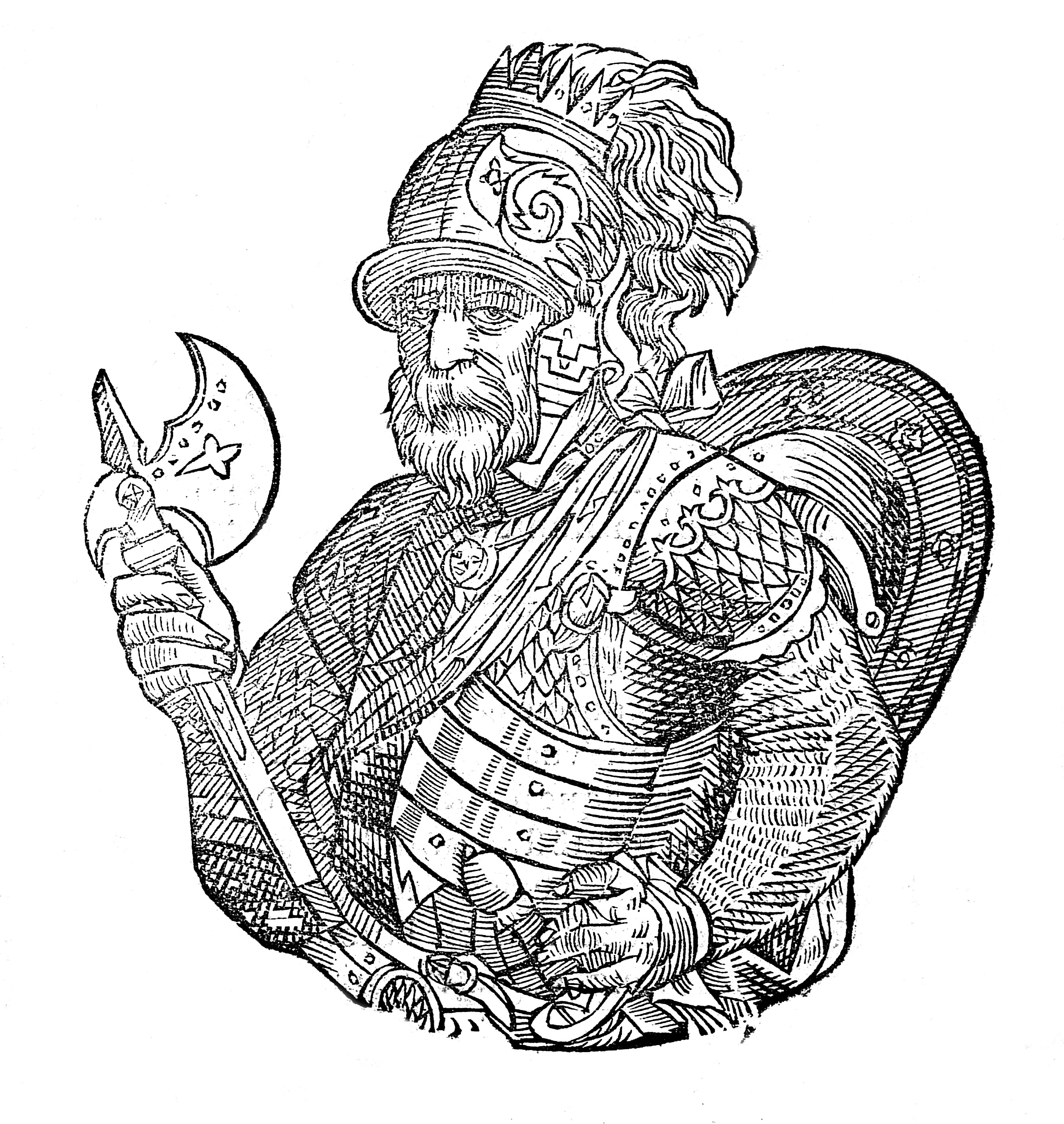
Krak I
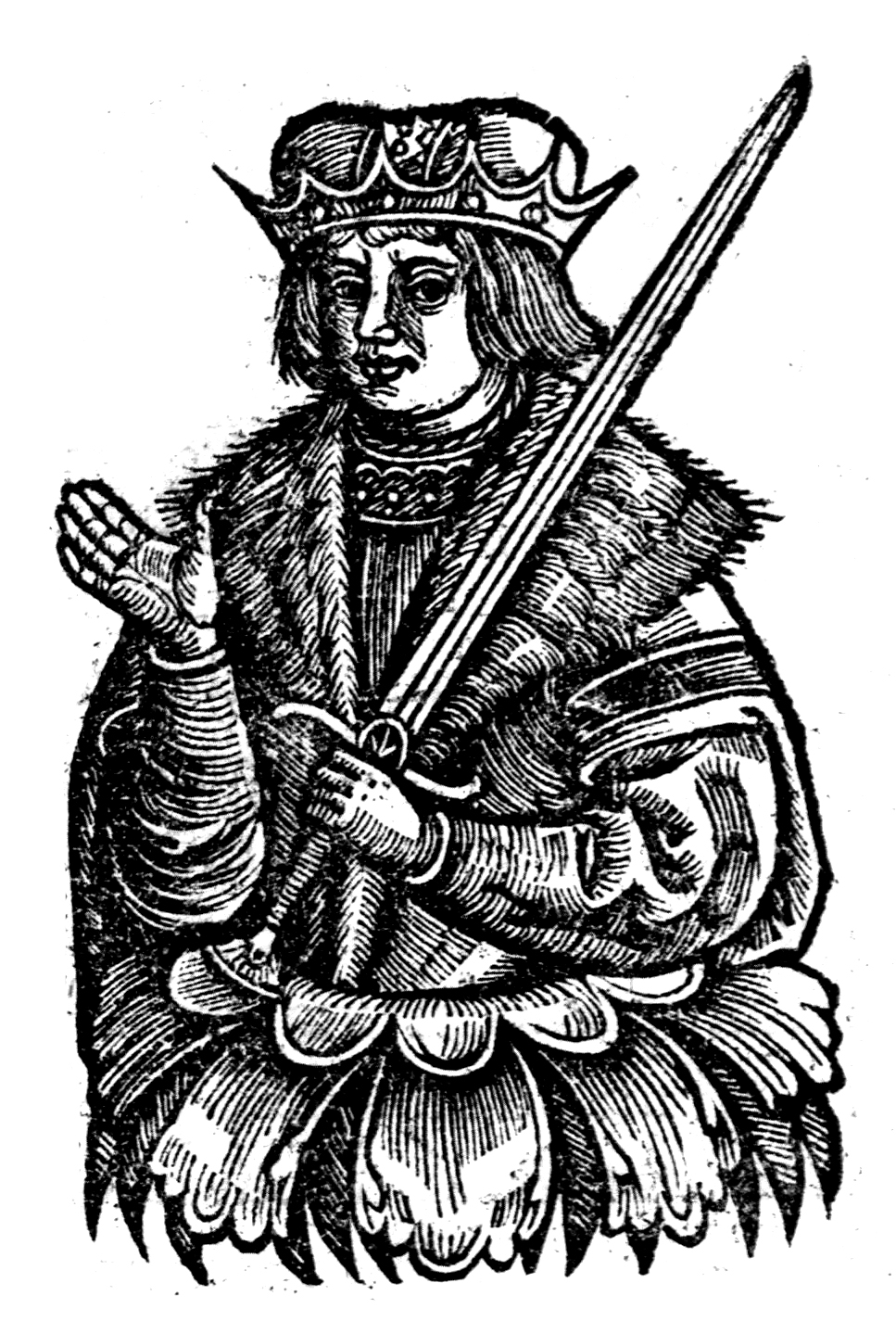
Lech II
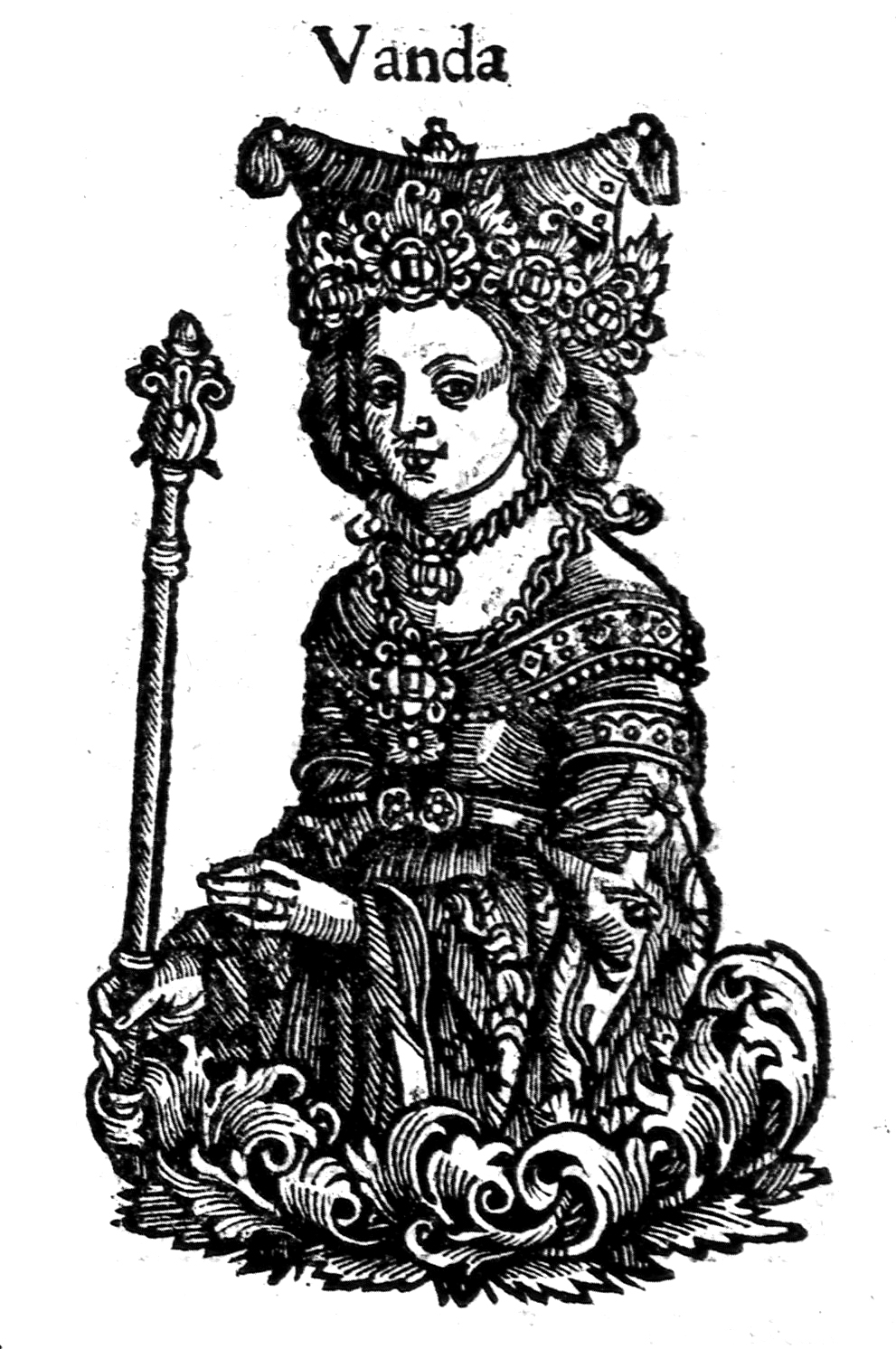
Wanda
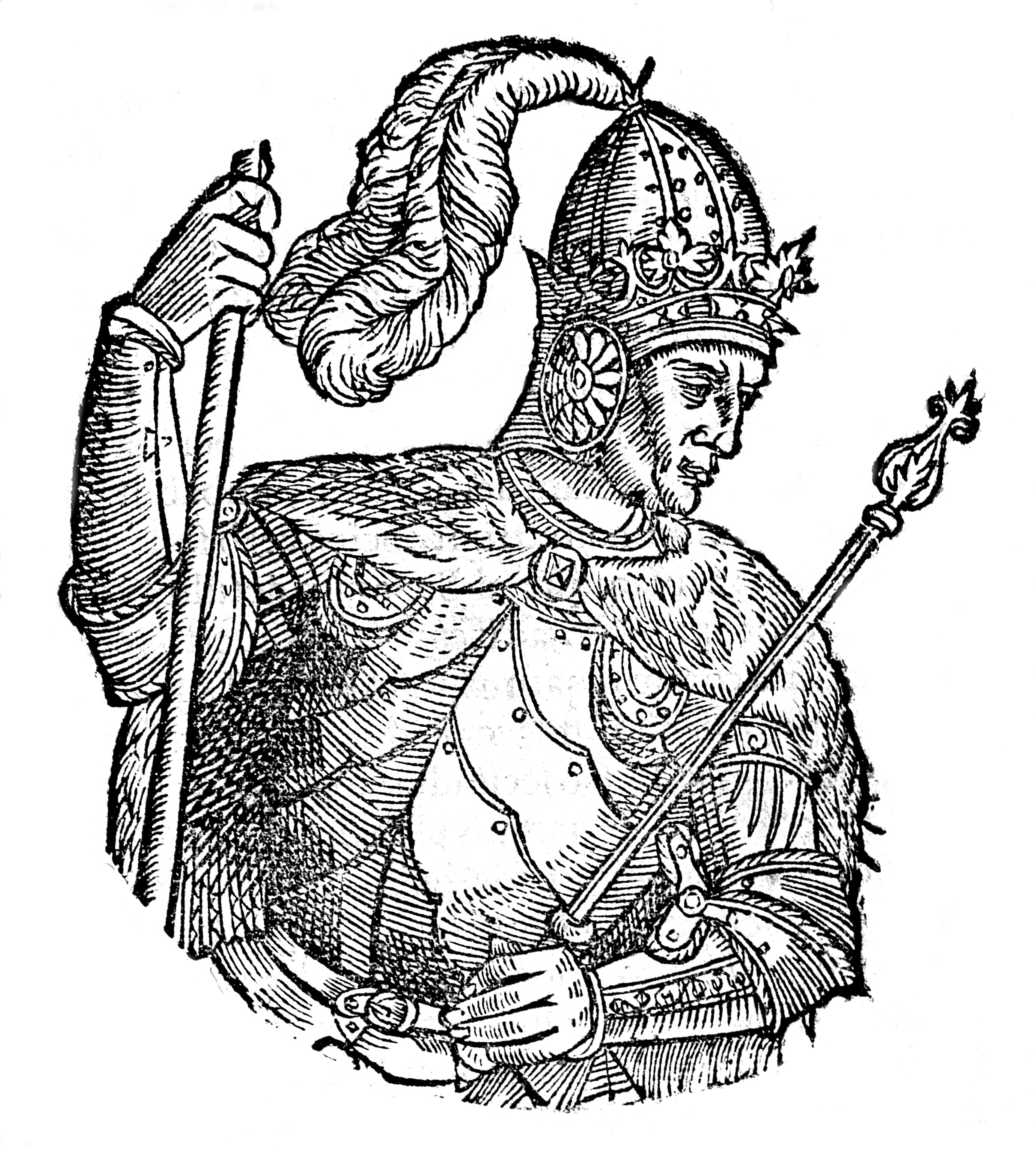
Leszko I
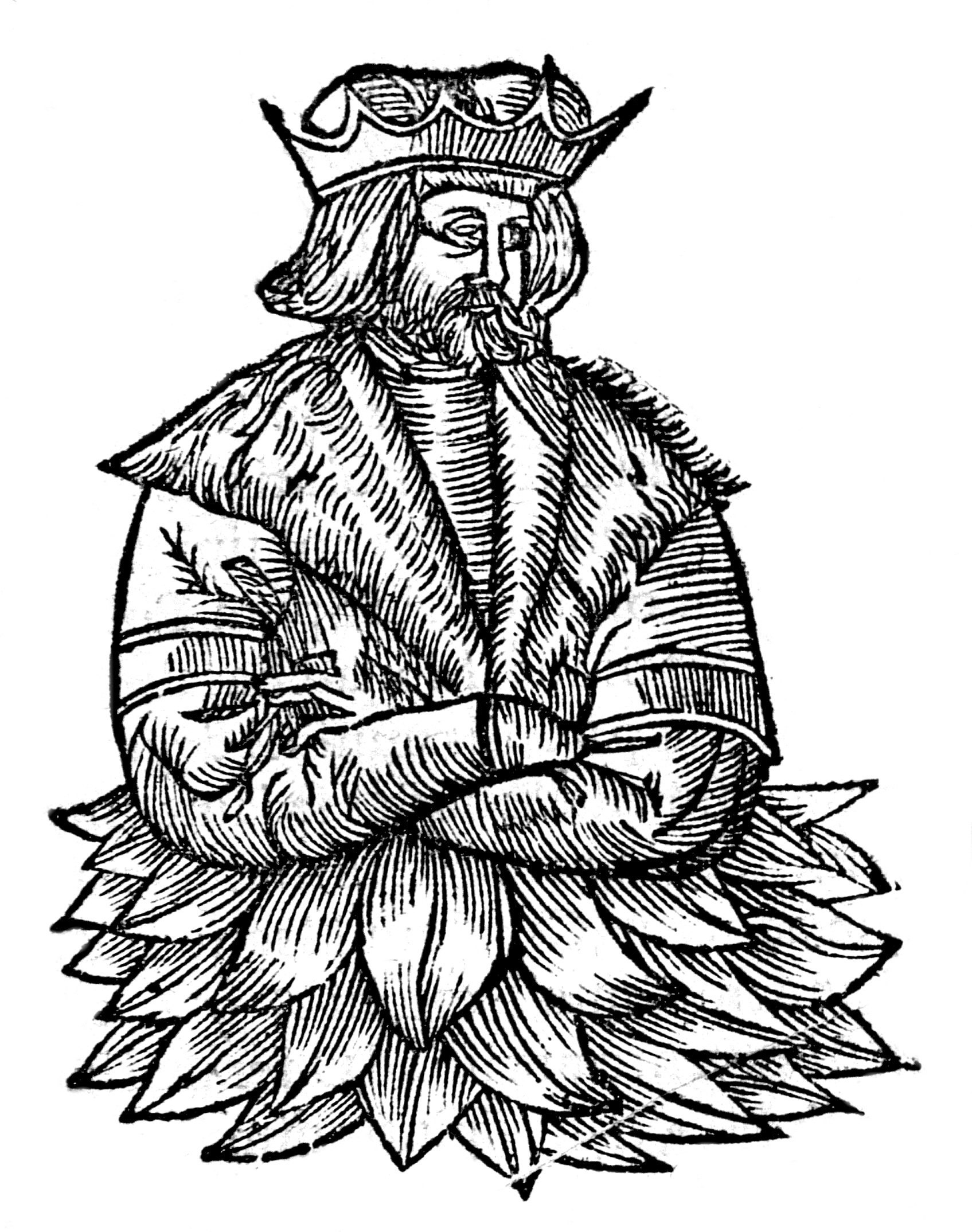
Leszko II
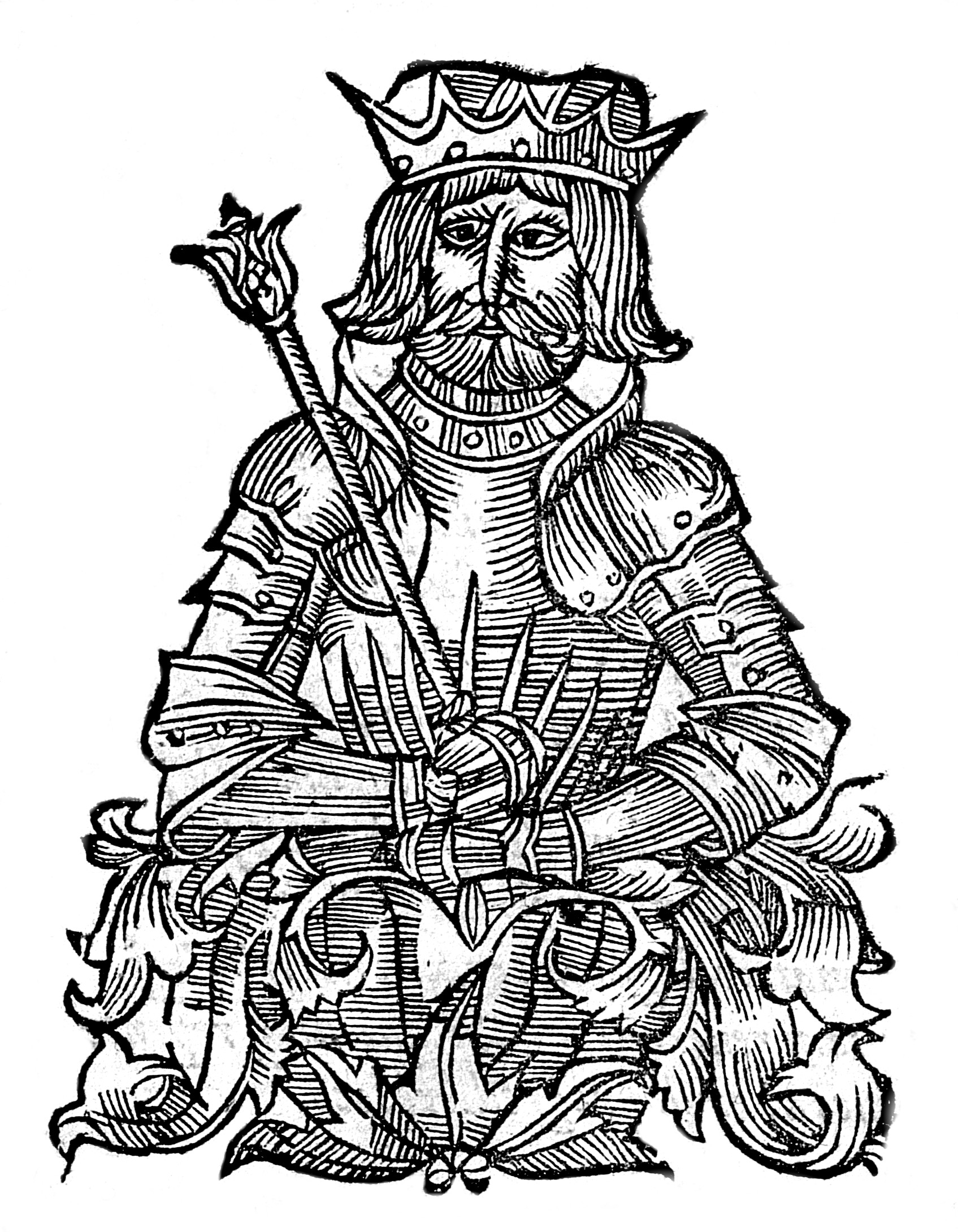
Leszko III
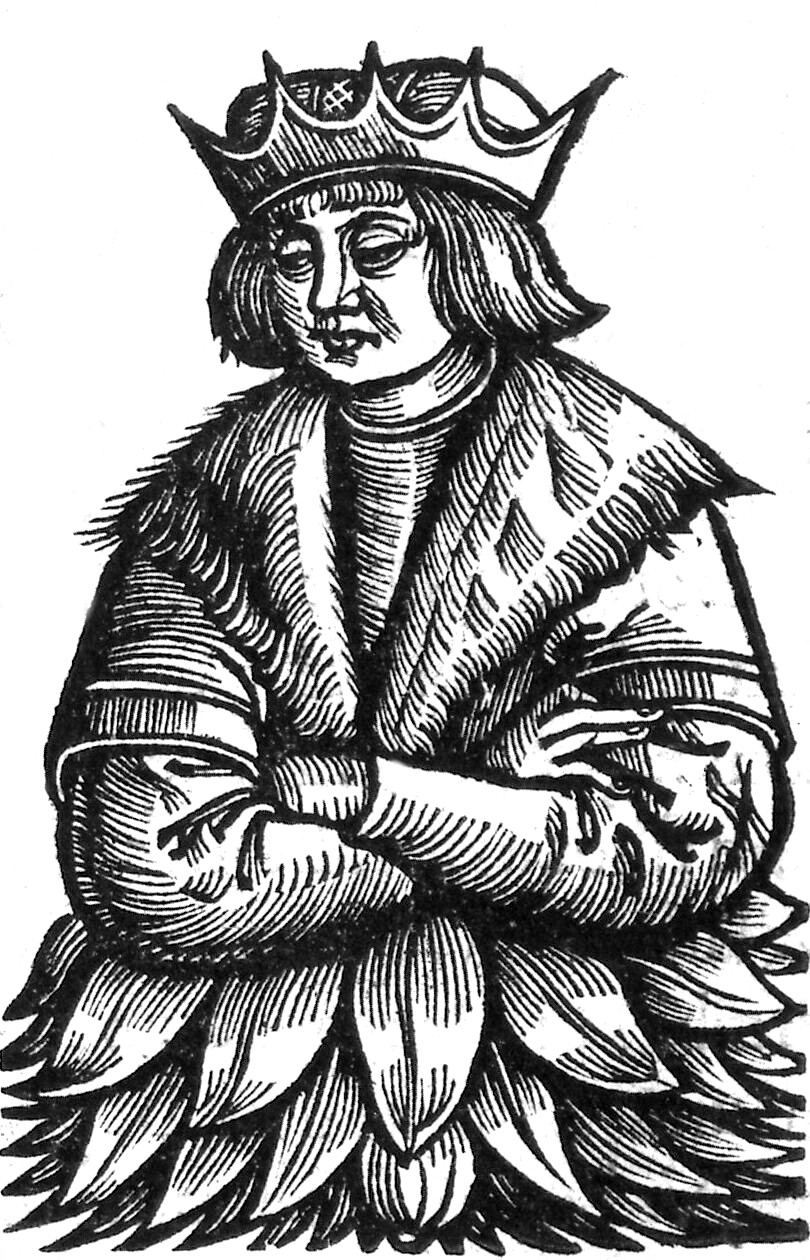
Popiel I
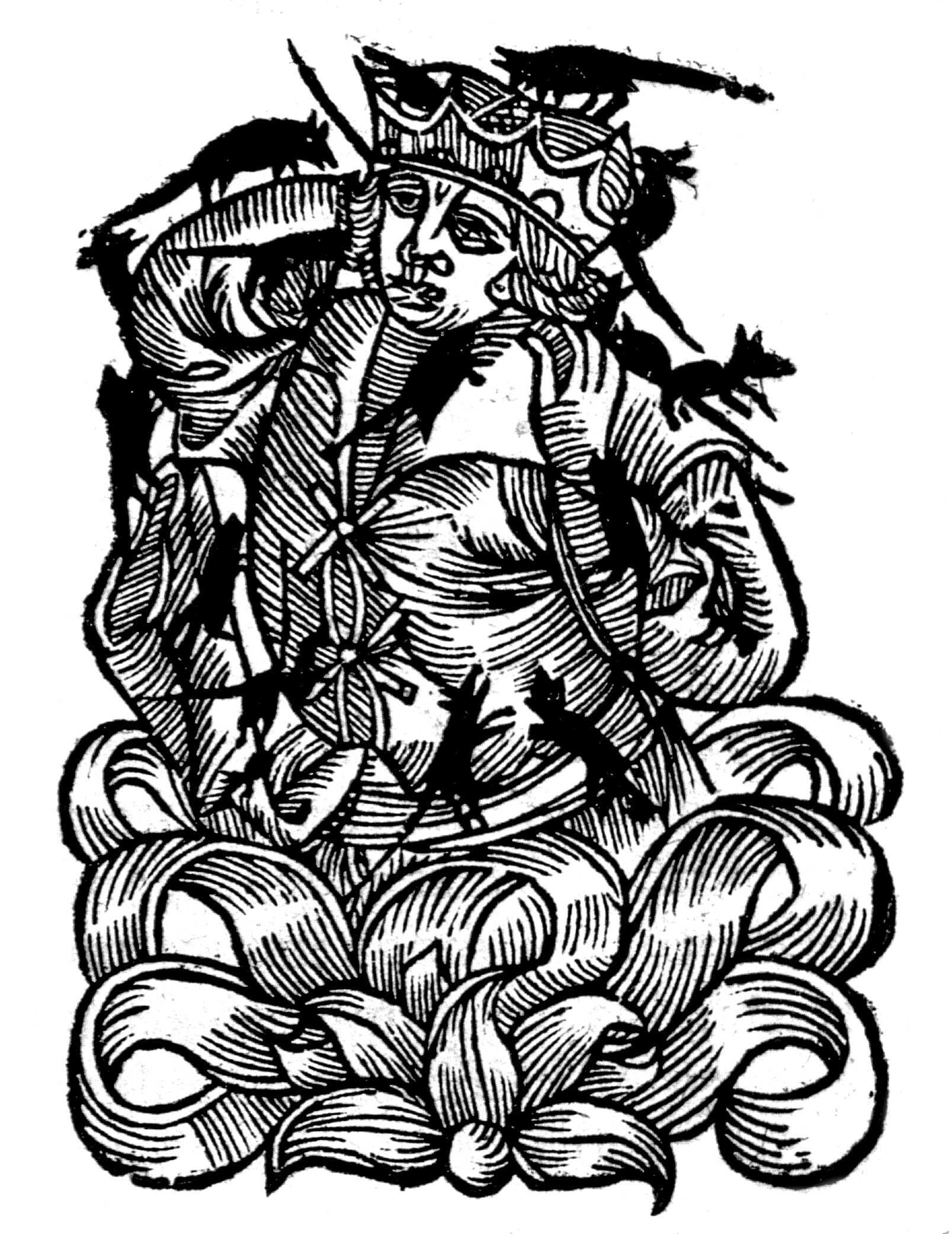
Popiel II
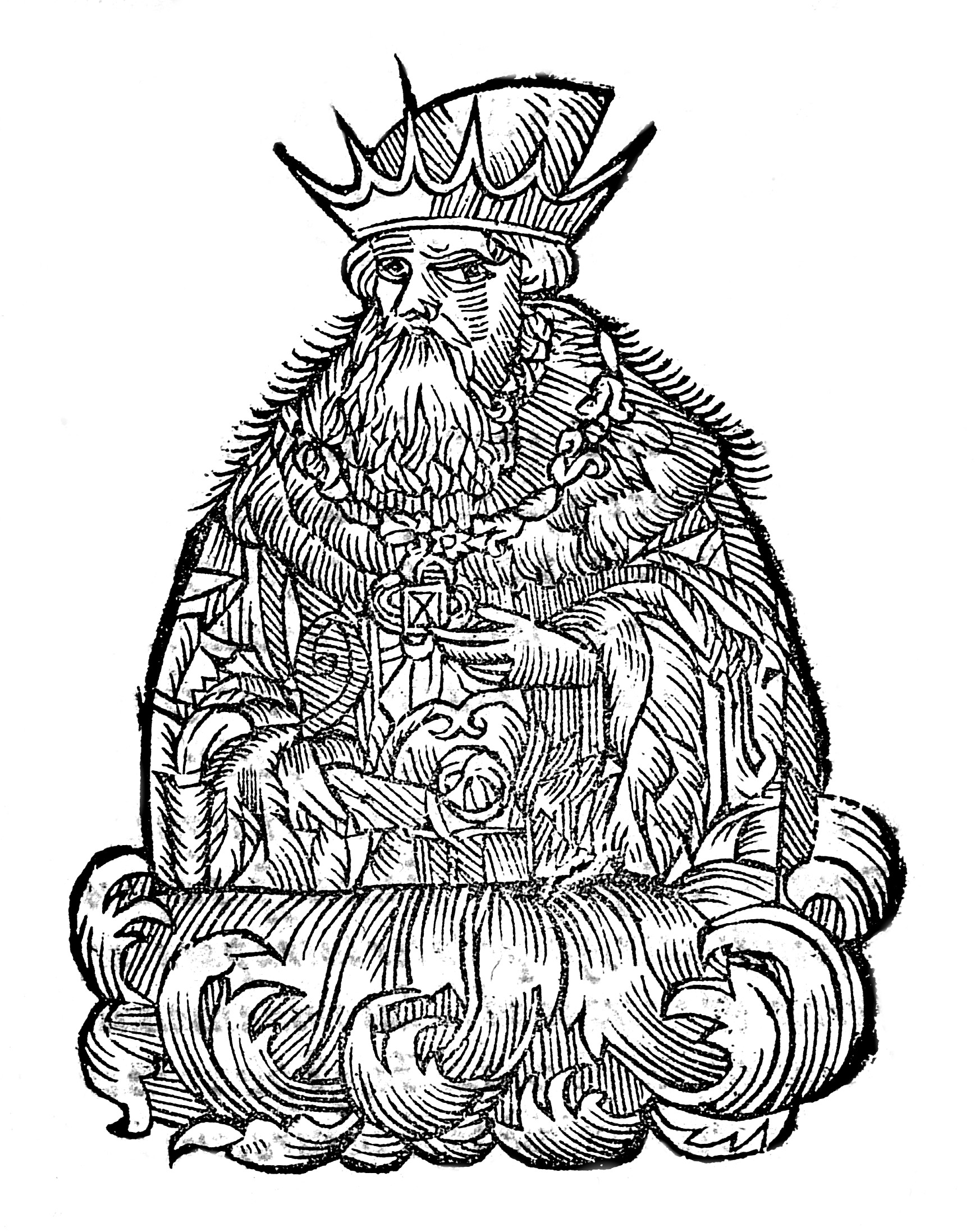
Piast
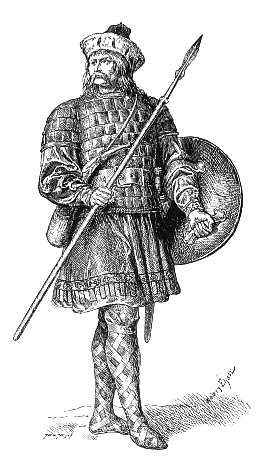
Siemowit
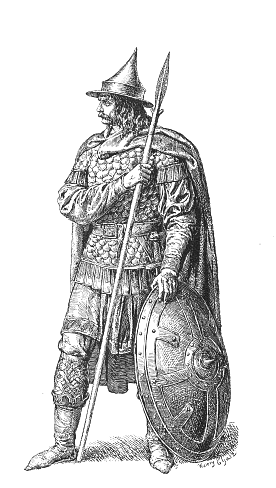
Lestek
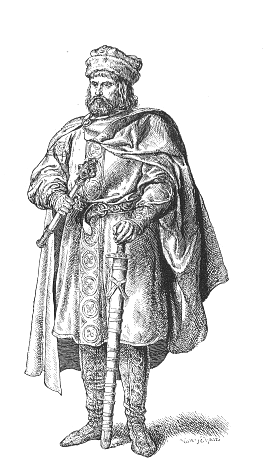
Siemomysł